# 118178 Rinckart
118178 Rinckart este un asteroid din centura principală de asteroizi.

## Descriere
118178 Rinckart este un asteroid din centura principală de asteroizi. A fost descoperit pe 23 septembrie 1992 la Tautenburg de Freimut Börngen. Asteroidul prezintă o orbită caracterizată de o semiaxă mare de 2,59 ua, o excentricitate de 0,24 și o înclinație de 9,1° în raport cu ecliptica.